# 杏儿沟街道
杏儿沟街道，是中华人民共和国山西省大同市云冈区下辖的一个乡镇级行政单位。2021年3月，撤销杏儿沟街道，原杏儿沟街道的行政区域为鸦儿崖乡的行政区域。

## 行政区划
杏儿沟街道下辖以下地区：
杏北里社区。